# Shengzhou
Shengzhou (äldre namnform Shengxian) är en stad på häradsnivå i östra Kina, och tillhör Shaoxings stad på prefekturnivå  i provinsen Zhejiang. Det ligger omkring 90 kilometer sydost om provinshuvudstaden Hangzhou. Befolkningen uppgick till 671 221 invånare vid folkräkningen år 2000, varav 176 612 invånare bodde i centralorten. Stadshäradet var år 2000 indelat i arton småstäder (zhen) och tio bydistrikt (xiang). 
Stadens namn finns belagt första gången 874 e.Kr. Shenzhou blev en administrativ enhet i kinesisk förvaltning år 1121.